# Ooh La La (Goldfrapp-låt)
"Ooh La La" är en låt av den engelska elektroniska duon Goldfrapp. Låten skrevs och producerades av Alison Goldfrapp och Will Gregory för duons tredje album, Supernature (2005). Låten kretsar kring ett synthesizer- och gitarrarrangemang med inspiration av discoeran.
Låten släpptes som albumets ledande singel i augusti 2005 och möttes av positiva recensioner från musikkritiker. Den blev en kommersiell succé och uppnådde topp 40 på merparten av listorna den gick in på, inklusive förstaplatsen på den amerikanska dancelistan. Låten har blivit remixad flera gånger och fick en nominering i kategorin 'Best Dance Recording' vid 2007 års Grammy Awards.

## Musikvideo
Videon till "Ooh La La" regisserades av Dawn Shadforth. Inspirationen till videon är hämtad från "glamrockens 70-tals-TV", i vilken man får se Goldfrapp med ett band (inte samma som hennes vanliga livemusiker) uppträda i ett stort, grönt rum. Framemot slutet visas även scener där Alison rider en digital glittrande häst. Alison har beskrivit videon som en "återgång till Eno-erans Roxy Music och gamla Top of the Pops". Den fullständiga versionen av "Ooh La La" som används i musikvieon har getts ut kommersiellt på CD- och digitala singlar, vissa av dem med remixer av Benny Benassi, Tiefschwarz och Andy Bell.

## Låtlistor och format
| Brittisk CD-singel #1 (CDMute342; Släppt 8 augusti 2005) 1. "Ooh La La" (singelversion) – 2:58 2. "All Night Operator (Part 1)" – 4:00 Brittisk CD-singel #2 (LCDMute342; Släppt 8 augusti 2005) 1. "Ooh La La" (Benny Benassi remix extended) – 6:52 2. "Ooh La La" (Phones re-edit) – 6:31 3. "Ooh La La" (Tiefschwarz dub) – 6:38 12"-vinylsingel (12Mute342; Släppt 22 augusti 2005) 1. "Ooh La La" (Original extended mix) – 5:12 2. "Ooh La La" (Phones re-edit) – 6:31 12"-vinylsingel – Begränsad upplaga (L12Mute342; Släppt 22 augusti 2005) 1. "Ooh La La" (Benny Benassi remix extended) – 6:52 2. "Ooh La La" (Benny Benassi dub) – 6:28 3. "Ooh La La" (Tiefschwarz dub) – 6:38 | DVD-singel (DVDMute342; Släppt 8 augusti 2005) 1. "Ooh La La" – Musikvideon 2. "Ooh La La" – Little pictures 3. "Ooh La La" (When Andy Bell Met Manhattan Clique mix - audio) – 6:20 Australisk CD-singel (3373382; Släppt 15 augusti 2005) 1. "Ooh La La" (singelversion) – 2:58 2. "Ooh La La" (Benny Benassi remix extended) – 6:52 3. "Ooh La La" (Phones re-edit) – 6:31 4. "Ooh La La" (Tiefschwarz dub) – 6:38 |

## Listplaceringar
| Lista (2005)            | Högsta position |
| ----------------------- | --------------- |
| Australien              | 36              |
| Irland                  | 16              |
| Schweiz                 | 96              |
| Spanien                 | 1               |
| Storbritannien          | 4               |
| Tyskland                | 82              |
| Lista (2006)            | Högsta position |
| USA Hot Dance Club Play | 1               |